# Елизаветовское городище
Елизаветовское городище — остатки древнего поселения близ станицы Елизаветинской, Азовского района Ростовской области. Находится в дельте реки Дон, около 4 км от г. Ростов-на-Дону, на западной окраине хутора Городище, севернее станицы Елизаветинская. Существовало с VI по III вв. до н. э.

## История
На рубеже VI—V веков до н. э. в регионе Елизаветовское городища складывается локальный вариант скифской культуры и возникает поселение. Скорее всего, основано городище было уже после войны с Дарием I. Поначалу это было сезонное стойбище кочевников, на протяжении большей части V века до н. э. поселение оставалось зимником полукочевого населения, жилые постройки в это время отсутствуют. К рубежу IV века до н. э. под воздействием греко-варварской торговли поселение превратилось в полуоседлое, а затем и в постоянное — городского типа. Выгодное расположение позволило кочевникам поставить под контроль важнейшие торговые коммуникации, проходившие по землям Нижнего Дона.
Во второй половине IV века до н. э. Елизаветовское городище превратилось в крупнейшее в Северо-Восточном Приазовье. Оно являлось значительным сельскохозяйственным, рыболовным и ремесленным центром. Через городище шла торговля между боспорскими греками и племенами Подонья. В структуру городища в это время входила и небольшая колония Боспора — своего рода отдельный греческий квартал-эмпорий.
Функционирование поселения прекратилось на рубеже IV—III веков до н. э., очевидно, в связи с кровопролитными междоусобицами, которые охватили в это время Боспорское царство и в которые оказались вовлечены соседствующие боспорцам кочевые племена.
Последний этап в истории Елизаветовского поселения связан с основанием в конце 90-х годах III века до н. э. на территории покинутого городища греческой колонии-эмпория, возведенного боспорскими греками. Центральная часть покинутого городища была застроена жилыми и хозяйственными постройками на основе единого плана. Все дома создавались с использованием чисто эллинской строительной техники и представляли собой наземные строения на каменных цоколях с сырцовыми стенами. Но существование эмпория не было продолжительным. Поселение погибло при Перисаде II в 270—260 гг. до н. э. . Вскоре рядом появляется город Танаис.

## Археологические данные
По разным оценкам площадь Елизаветовского городища могла достигать от 40 га до 55 га. Имеет форму трапеции. Выделяются следующие компоненты в пределах территории городища.
- Первая: территория городища была окружена двумя оборонительными поясами, каждый из которых состоял из глубокого рва и насыпей по сторонам.
- Вторая: расположение рядом со старым руслом реки Дон обуславливает выделение припортовой части городища.
- Третья: «Акрополь», центральная возвышенная часть поселения. Его площадь — около 12 га. Практически весь «акрополь» занимала Большая греческая колония первой четверти III в. до н. э. Существует мнение, что Елизаветовское городище стало поселением городского типа (не позднее середины IV в. до н. э.). Далее в нем сформировалась обособленная часть, в которой разместилась греческая колония. Однако, все же именуется эта часть «акрополем» с долей условности.
- Четвертая: курганы и могильники, наиболее известные из которых — группа курганов «Пять братьев Архивная копия от 28 июня 2017 на Wayback Machine»[5], в одном из которых было найдено совершенно непотревоженное пышное захоронение скифского царя IV в. до н. э.

Раскопки проводятся с 1853 года. Наибольшая мощность культурных напластований (2,5—3 м) — в пределах акрополя.
С 1954 года исследования Елизаветовского городища проводятся ежегодно Южно-Донской археологической экспедиций. С 1994 г. исследованиями руководит известный российский археолог, ученик И. Б. Брашинского профессор Виктор Павлович Копылов, которому удалось сохранить методику раскопок городища разработанную еще великим русским археологом А. А. Миллером в начале XX века.
По состоянию на 2009 г. было раскопано около 2 га, причем из них около 0,6 га вскрыто на всю глубину культурных напластований. Средняя глубина остальных раскопок составляла 0,25—0,45 м (до уровня залегания остатков Большой греческой колонии).
При изучении греческой колонии, открытой на территории акрополя в 1982 году, в более ранних слоях, относящихся к скифскому времени, были обнаружены строительные комплексы, которые можно считать греческими, среди которых наиболее грандиозным был храмовый комплекс IV в. до н. э., исследованный в 2008—2013 гг., содержавший большое количество предметов культа, в том числе хорошо сохранившиеся глиняные изображения богини Кибелы и бога Диониса. В 2009—2010 гг. были открыты несколько захоронений, отличающихся от скифских отсутствием курганных насыпей и другими особенностями, что позволило учёным сделать предположение о принадлежности этих погребений греческому населению городища. В рамках археологической экспедиции 2021 года было обнаружено значительное по площади сырцово-каменное строение, связанное, вероятно, с эллинами, и несколько новых захоронений, подтверждающих, по мнению учёных, первоначальные выводы о наличии на территории городища греческого грунтового некрополя, найти который безуспешно пытались еще в начале 20-го века, затем — в 1950-е годы.

## Этническая принадлежность
"этническая атрибуция населения, обитавшего на нем, является дискуссионной.— статья «Елизаветовское городище»
Историки считают, что это могли быть савроматы, скифы, меоты, либо население было смешанным . Исследователи: И. Б. Брашинский, К. К. Марченко, В. Г. Житников и В. П. Копылов придерживались версии, что основную массу населения всё же составляли скифы. Считается, что на территории Елизаветовского городища существовало две греческие колонии. Первая во второй половине IV века до н. э. Вторая в первой трети III века до н. э.. Вторая размещалась на территории «акрополя», её появление связано с Боспорским царством.